# Give Me That Slow Knowing Smile
Give Me That Slow Knowing Smile är Lisa Ekdahls första engelskspråkiga album på nio år, utgivet den 8 april 2009.

## Låtlista
Alla sångerna är skrivna av Lisa Ekdahl.
1. Give Me That Slow Knowing Smile – 4:14
2. I Don't Mind – 3:57
3. I'll Be Around – 4:14
4. One Life – 4:20
5. The World Keeps Turning – 4:37
6. Don't Stop – 3:32
7. When – 3:36
8. Sing – 3:53
9. Beautiful Boy – 4:01

## Medverkande
- Lisa Ekdahl – sång
- Mattias Blomdahl – gitarr, bas, piano, munspel, kastanjetter, bozouki, bongotrummor, trummor
- Tomas Hallonsten – orgel, trumpet, dragspel, synthesizer

## Recensioner
Skivan fick ett gott mottagande när den kom ut med ett snitt på 3,6/5 baserat på 19 recensioner.

## Listplaceringar
| Lista (2003-2004) | Topplacering |
| ----------------- | ------------ |
| Danmark           | 6            |
| Frankrike         | 31           |
| Norge             | 16           |
| Portugal          | 15           |
| Sverige           | 7            |